# Casagiove
Casagiove là một đô thị ở tỉnh Caserta trong vùng Campania của Ý, có vị trí cách khoảng 25 km về phía bắc của Napoli và khoảng 1 km về phía tây của Caserta. Tại thời điểm ngày 31 tháng 12 năm 2004, đô thị này có dân số 14.810 người và diện tích là 6,3 kilômét vuông (630 ha).
Casagiove giáp các đô thị: Casapulla, Caserta, Macerata Campania, Recale, San Nicola la Strada, San Prisco.